# Meczet Ferhata Paszy w Banja Luce
Meczet Ferhata Paszy (serb. Ferhat-pašina džamija) – meczet z XVI wieku w Banja Luce w Bośni i Hercegowinie, zniszczony w latach 90. XX wieku, odbudowany w drugiej dekadzie XXI wieku.

## Historia
Wedle treści inskrypcji nad wejściem do świątyni, meczet został zbudowany w 1579 roku, powstał na rozkaz Ferhada Paszy Sokolovicia. W 1968 roku został uszkodzony podczas trzęsienia ziemi. 
Meczet został całkowicie zniszczony 7 maja 1993 roku podczas wojny w Bośni i Hercegowinie przez serbskich nacjonalistów w ramach czystek etnicznych, które dotknęły około 60 tysięcy muzułańskich mieszkańców miasta. Serbscy nacjonaliści wyrównali buldożerem teren po meczecie i usunęli pozostałości po nim. 
Brytyjski trust The Soul of Europe oraz szwedzka fundacja Cultural Heritage without Borders dążyły do odbudowy meczetu, jednak lokalne władze Serbów były przeciwne tym planom. Rekonstrukcja meczetu doszła jednak do skutku i rozpoczęła się w 2007 roku. Kierował nią Muhamed Hamidovic, który pomagał przy odbudowie meczetu w 1968 roku i wykonał wcześniej wiele szkiców budynku. Fundusze pochodziły od rządu Turcji i Republiki Serbskiej oraz od prywatnych darczyńców. Świątynia została wiernie odbudowana i ponownie otwarta w 2016 roku. Wykorzystano podczas niej ocalałe fragmenty świątyni, które wydobyto z wysypisk śmieci i znad brzegu rzeki (udało się odnaleźć około 65% substancji pierwotnego meczetu). Jedynym elementem, który zachował się w całości była kolumna, którą wydobyto z jeziora.

## Architektura
Elewacja frontowa z czterokolumnowym portykiem, nakrytym trzema niewielkimi kopułami. Główna bryła meczetu ma dwa rzędy okien, natomiast w bębnie kopuły umieszczono 14 okien. W oknach znajdowały się witraże, niektóre ze złotymi elementami. Meczet został nakryty kilkoma kopułami, główna kopuła ma średnicę 6,58 m. Od wschodu i zachodu znajdują się przesklepione galerie. Ejwan jest nakryty półkopułą. Wewnętrzna powierzchnia głównej kopuły została pokryta wykaligrafowaną surą Al-Fatiha oraz arabeskami. Pendentywy półkopuły ejwanu zdobią imiona Allaha. Mihrab wieńczy siedem rzędów mukarnas. Minbar wykonano w całości z marmuru.
Pierwotne külliye obejmowało m.in. medresę, maktab, hammam, szadirwan i wieżę zegarową, trzy türbe oraz cmentarz. Do 1993 roku z pierwotnego założenia zachował się meczet, trzy türbe, cmentarz, fontanna, wieża zegarowa i dom imama.
Świątynia nakryta 18-metrową kopułą. Meczet posiada 43-metrowy minaret, na każdym z jego boków znajdują się tablice z inskrypcjami.

## Galeria

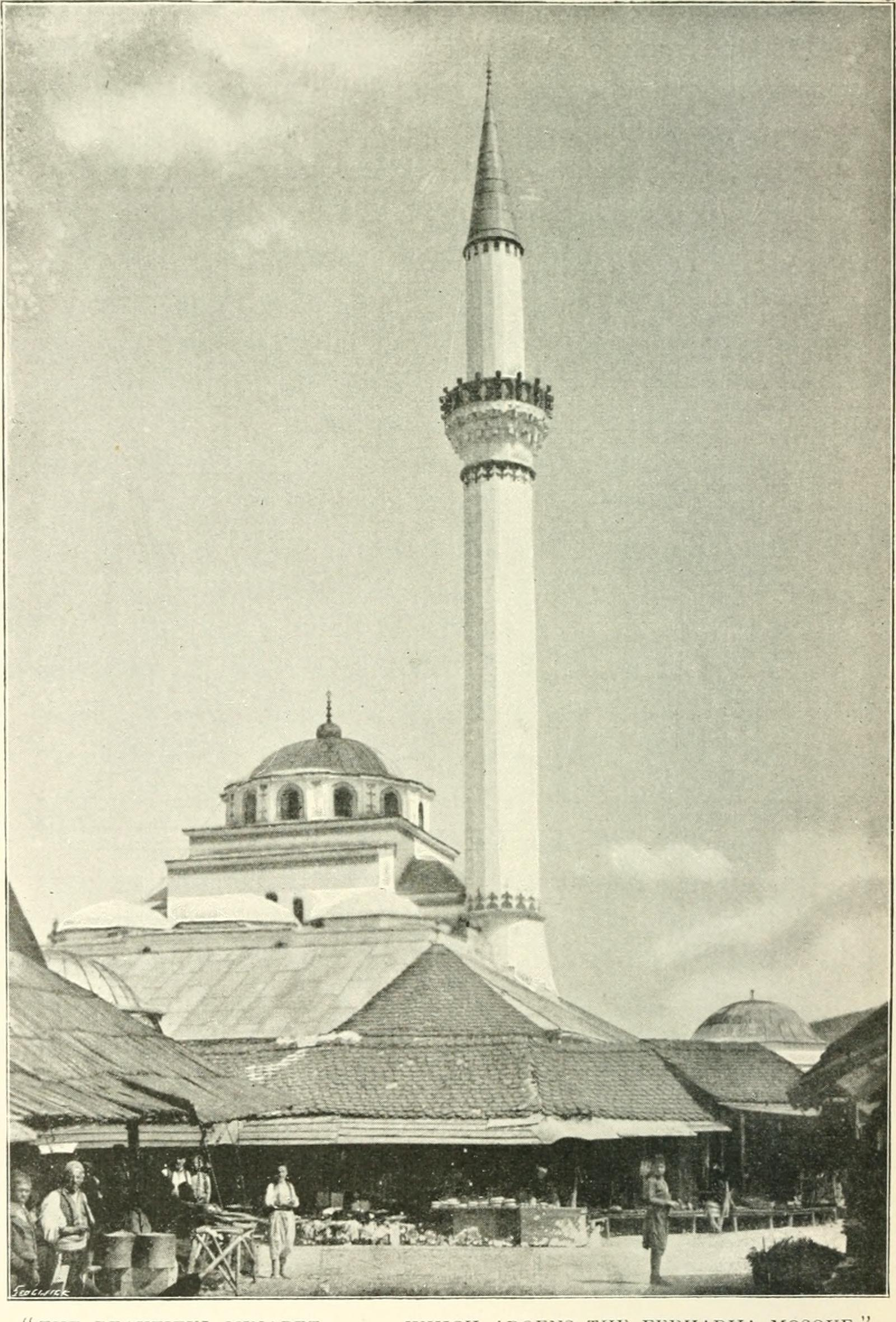
Targowisko przed meczetem (1898)
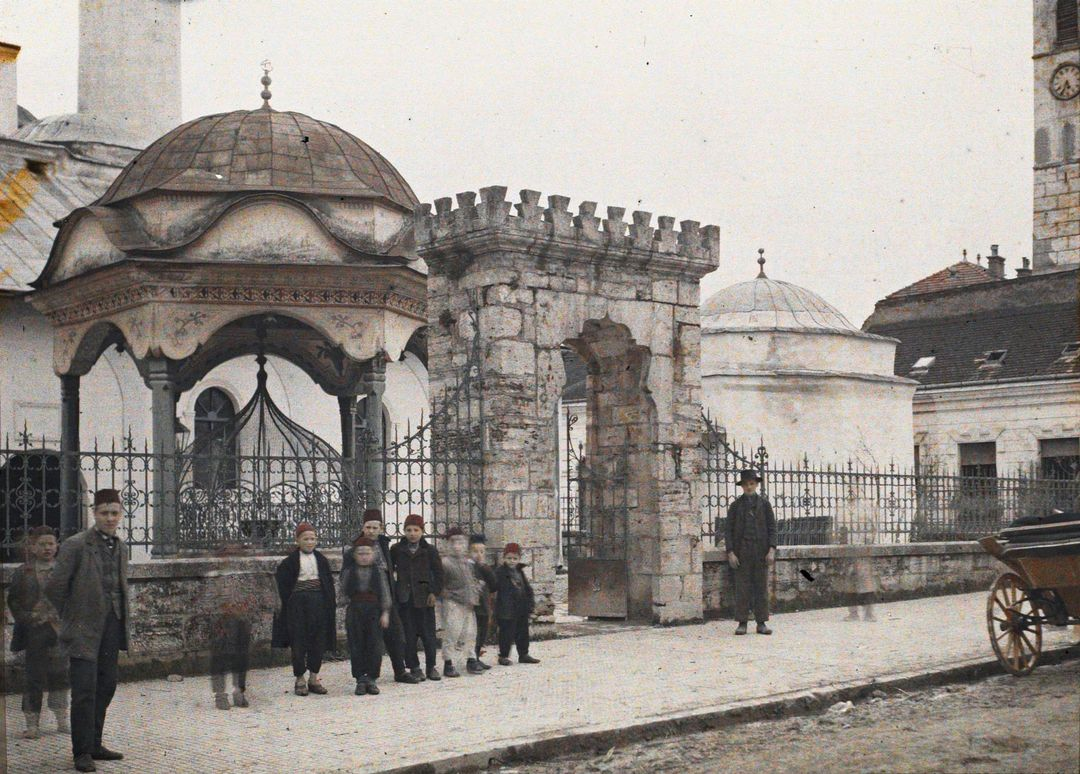
Szadirwan i ogrodzenie (1912)
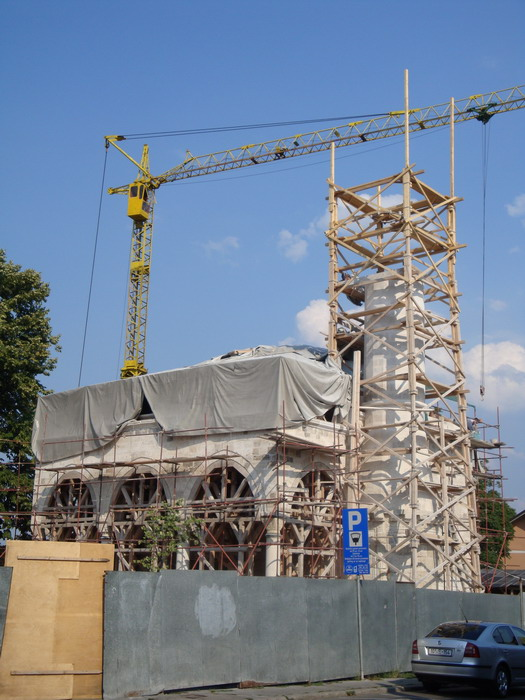
Rekonstrukcja (2011)
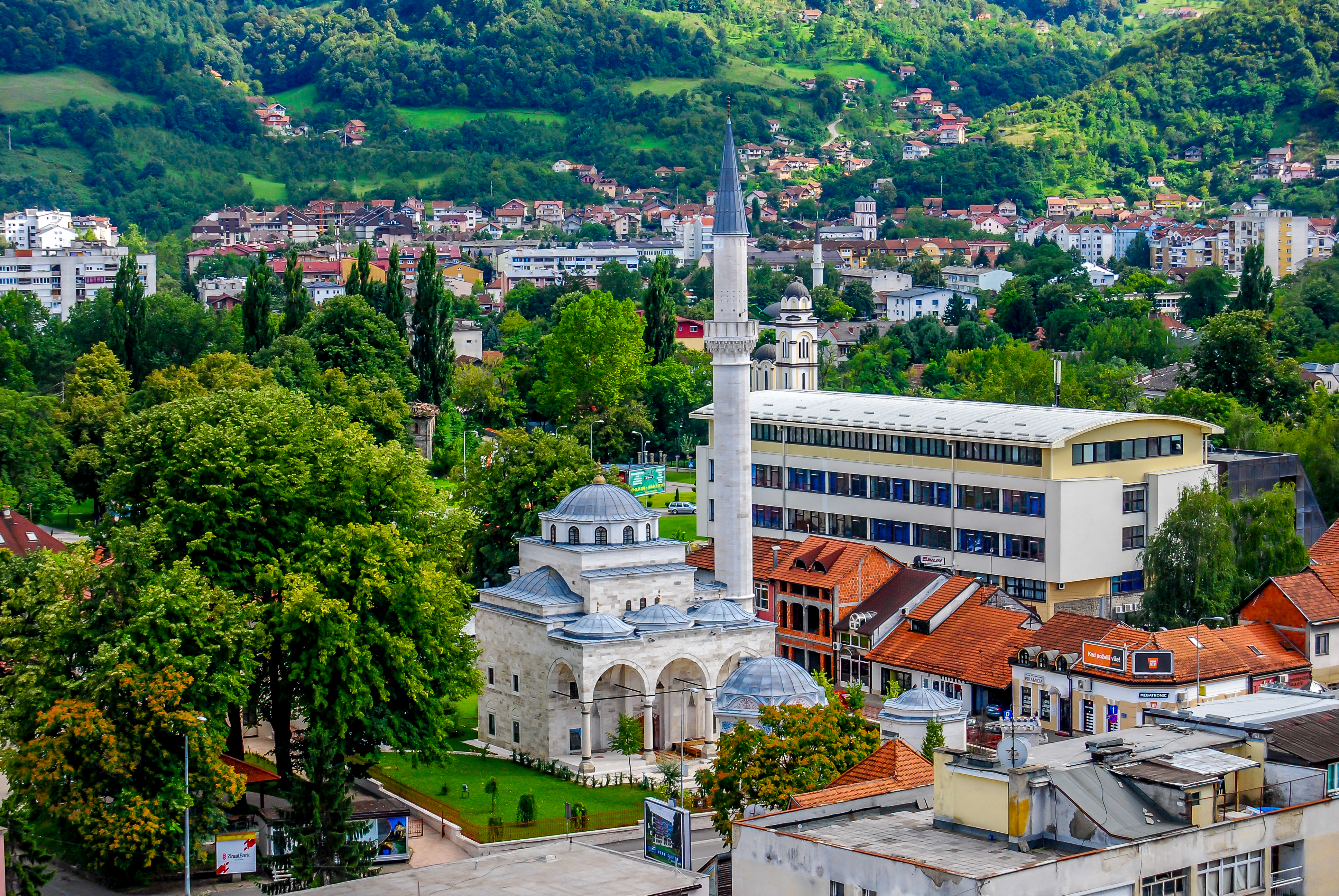
Otoczenie meczetu (2016)
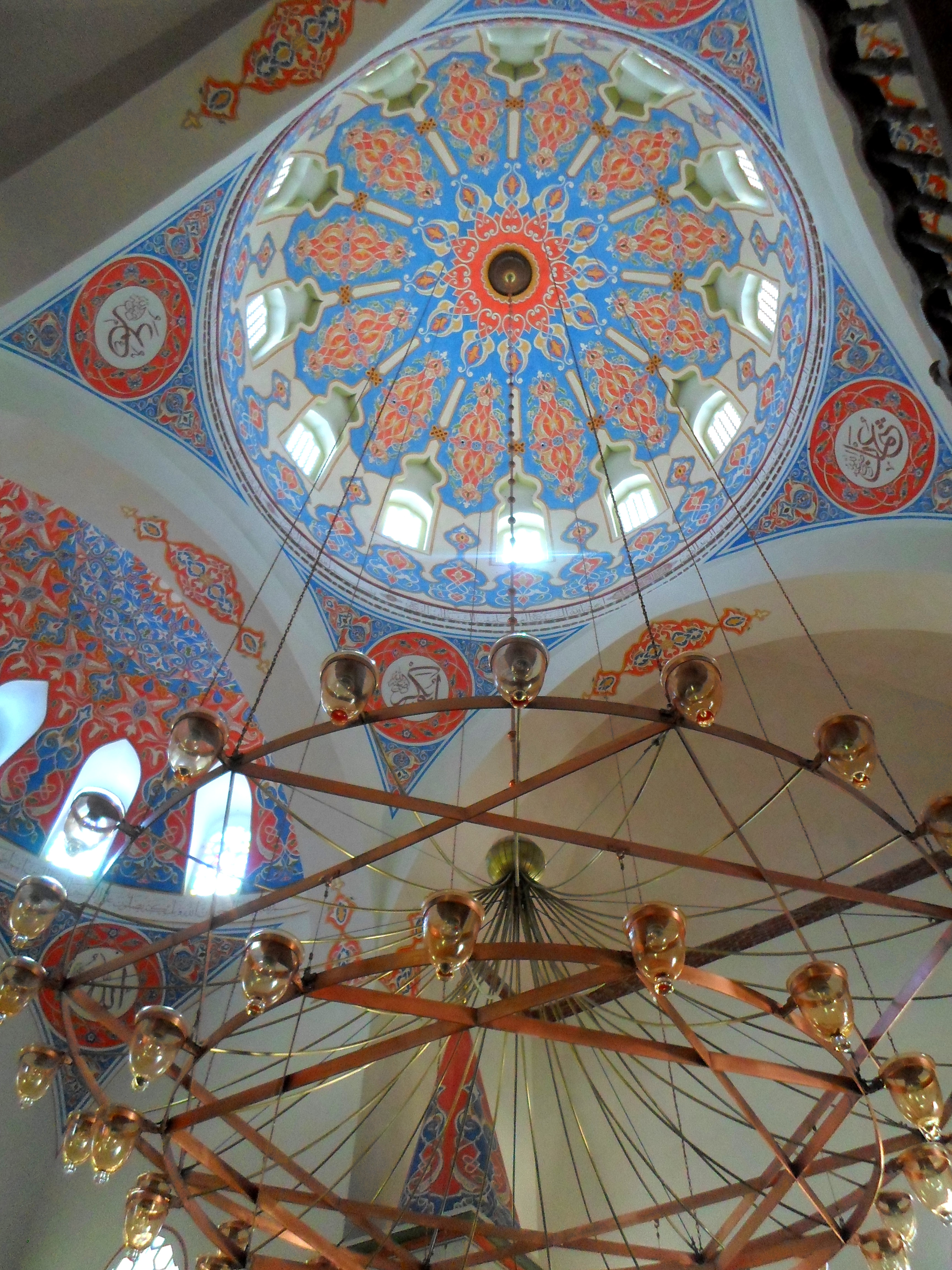
Sklepienie (2015)
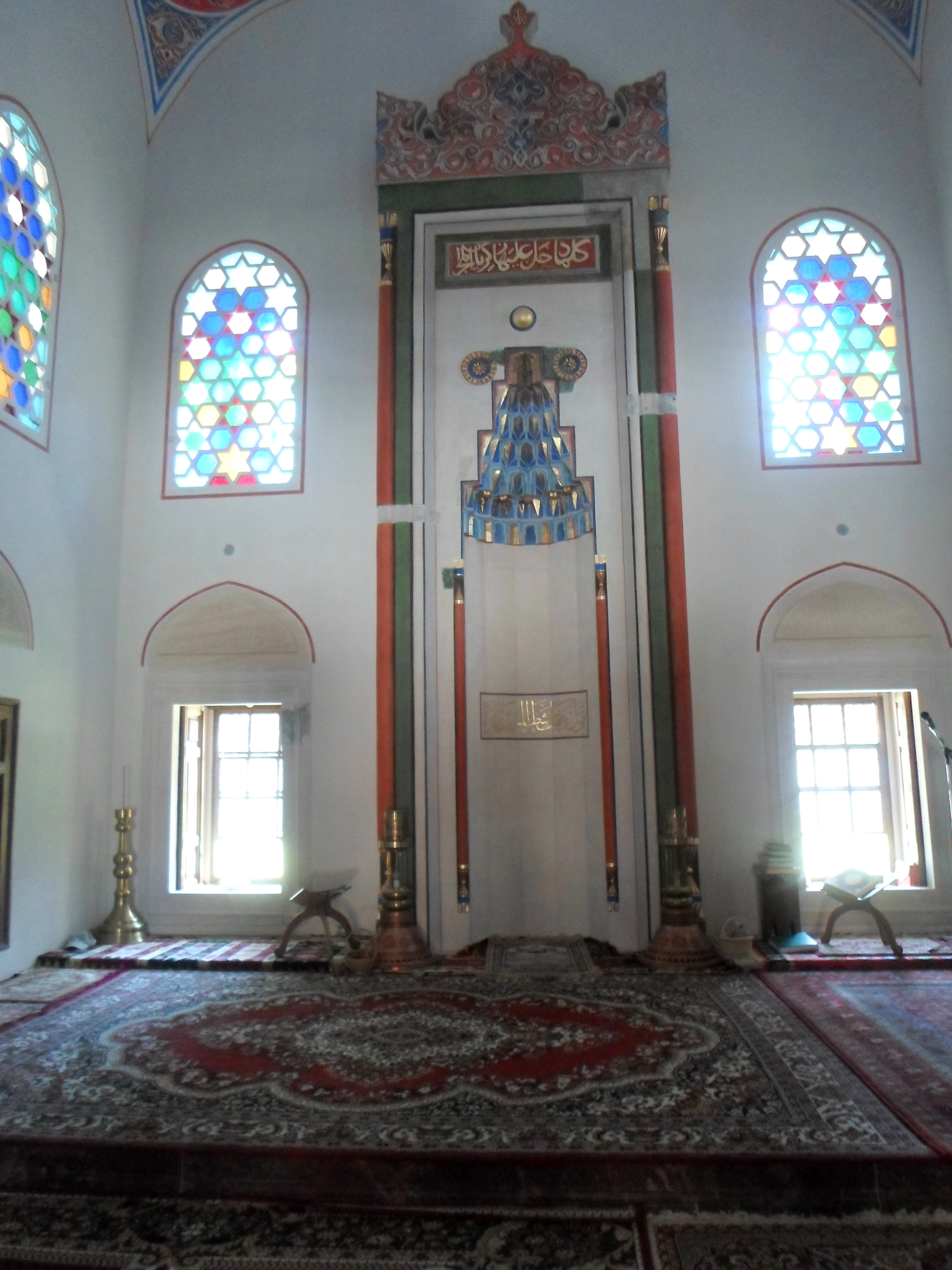
Mihrab (2015)
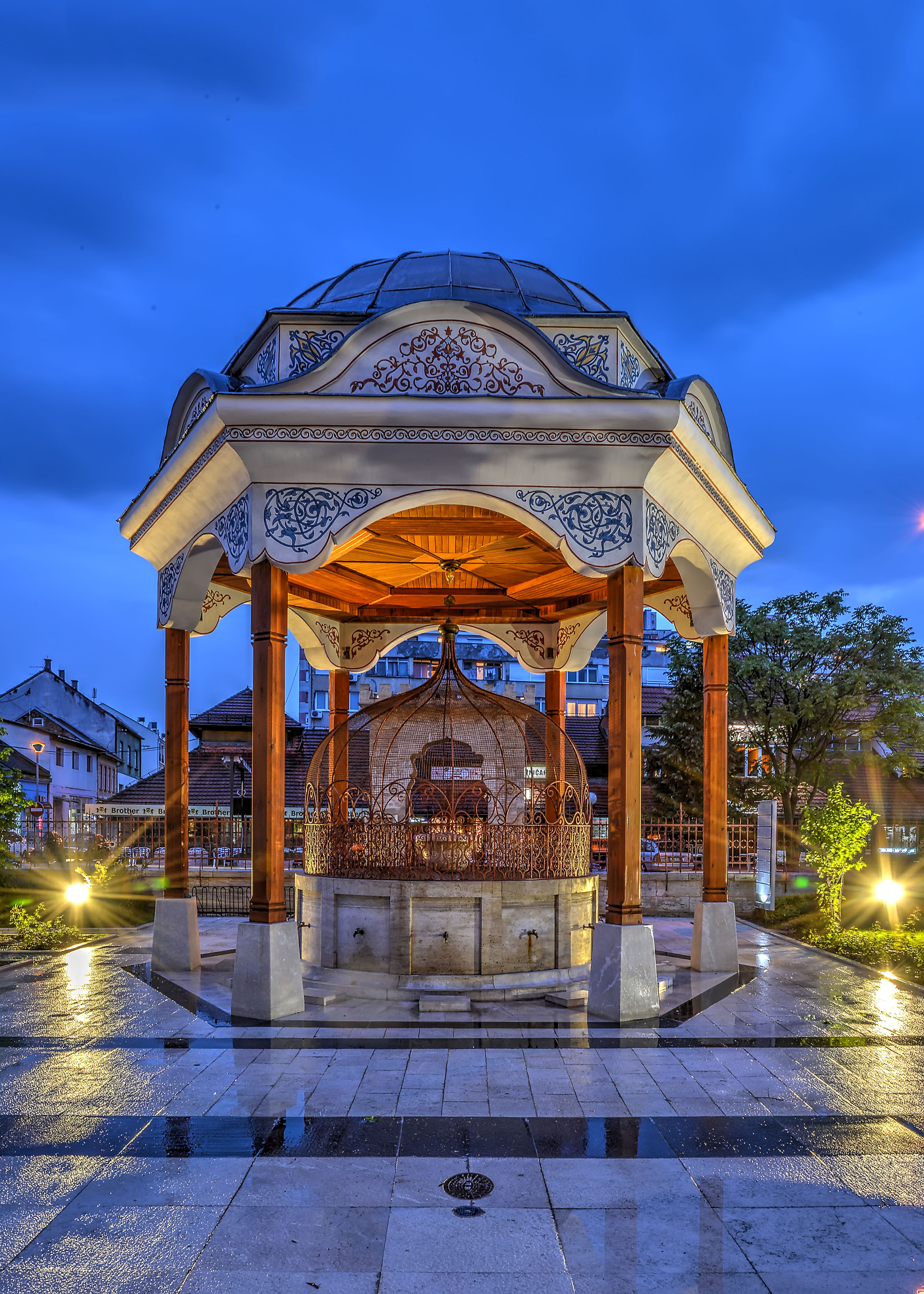
Szadirwan nocą (2016)
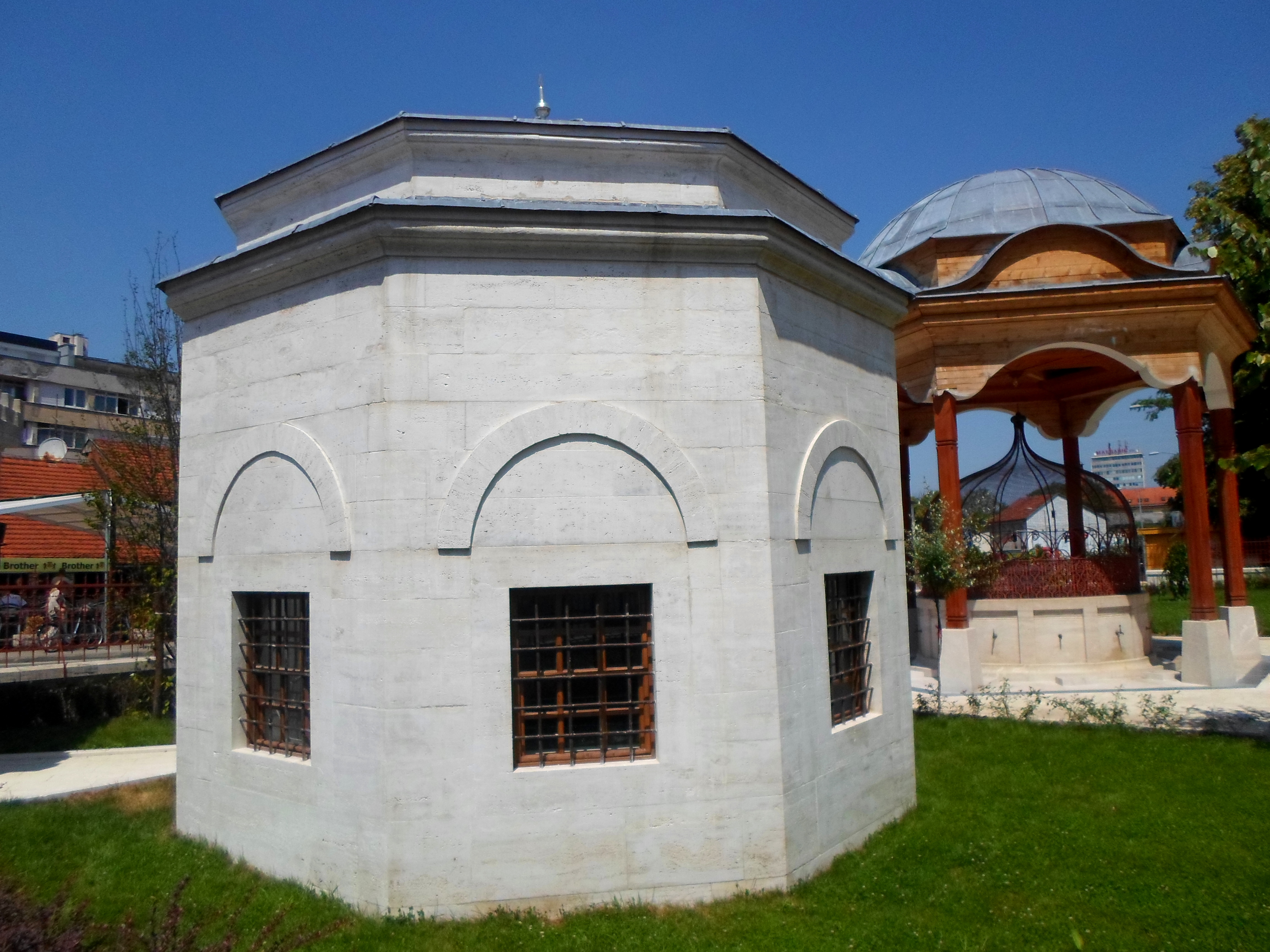
Grobowiec (2015)